# Njegoševo (Šamac)
Njegoševo (szerbül: Његошево), lakatlan település Bosznia-Hercegovinában, Šamac községben, a Szerb Köztársaság északi régiójában.

## Fekvése
A település Bosznia-Hercegovina északi részén, Dobojtól légvonalban 45, közúton 63 km-re északkeletre, községközpontjától légvonalban és közúton 1 km-re délnyugatra, a Szávamenti-síkságon, a Boszna jobb partján, 88 méteres magasságban fekszik.

## Népessége
| Nemzetiségi csoport | Népesség 2013 |
| ------------------- | ------------- |
| Szerb               | 0             |
| Bosnyák             | 0             |
| Horvát              | 0             |
| Jugoszláv           | 0             |
| Egyéb               | 0             |
| Összesen            | 0             |

## Története
A boszniai háborút lezáró daytoni békeszerződés rendelkezése alapján az ország területét felosztották a Bosznia-hercegovinai Föderáció és a boszniai Szerb Köztársaság között. A területmegosztás eredményeként ez a terület Šamac község részeként a Szerb Köztársaság területéhez került. Njegoševo tulajdonképpen a Boszniai Föderációhoz tartozó Prud falunak a Szerb Köztársaság területéhez került, Bosznán túli, lakatlan része.